# 楊士雲 (嘉慶進士)
楊士雲，曾更名楊愨，字龍坪，贵州贵阳人，清朝政治人物、同進士出身。
嘉慶十四年（1809年）己巳科進士，三甲四十八名，后官山東蘭山縣知縣。